# Disney's Coronado Springs Resort
Disney's Coronado Springs Resort is een hotel in het Walt Disney World Resort in Orlando, Florida, dat wordt beheerd door de Walt Disney Company. Het hotel, dat onder de 'Moderate'-klasse valt, werd geopend op 1 augustus 1997. Het bevat de grootste conventie-ruimten van het gehele resort.
Het hotel is gethematiseerd als een Mexicaans gebouw, dit thema is overal in het hotel terug te vinden. Ook zijn er lichte tintjes van de Maya-cultuur te bekennen.

## Gebouwen

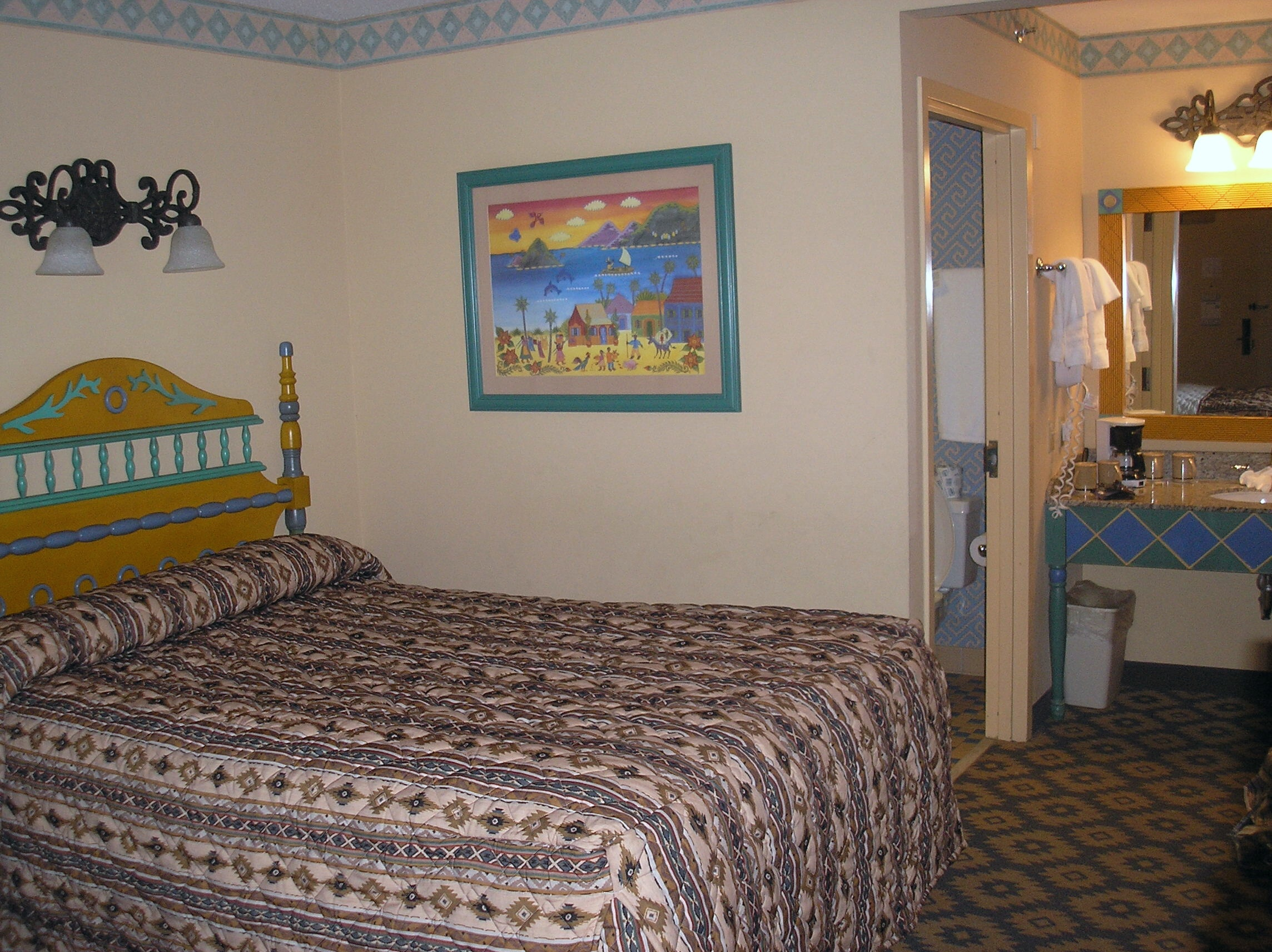
Een kamer in Disney's Coronado Springs Resort

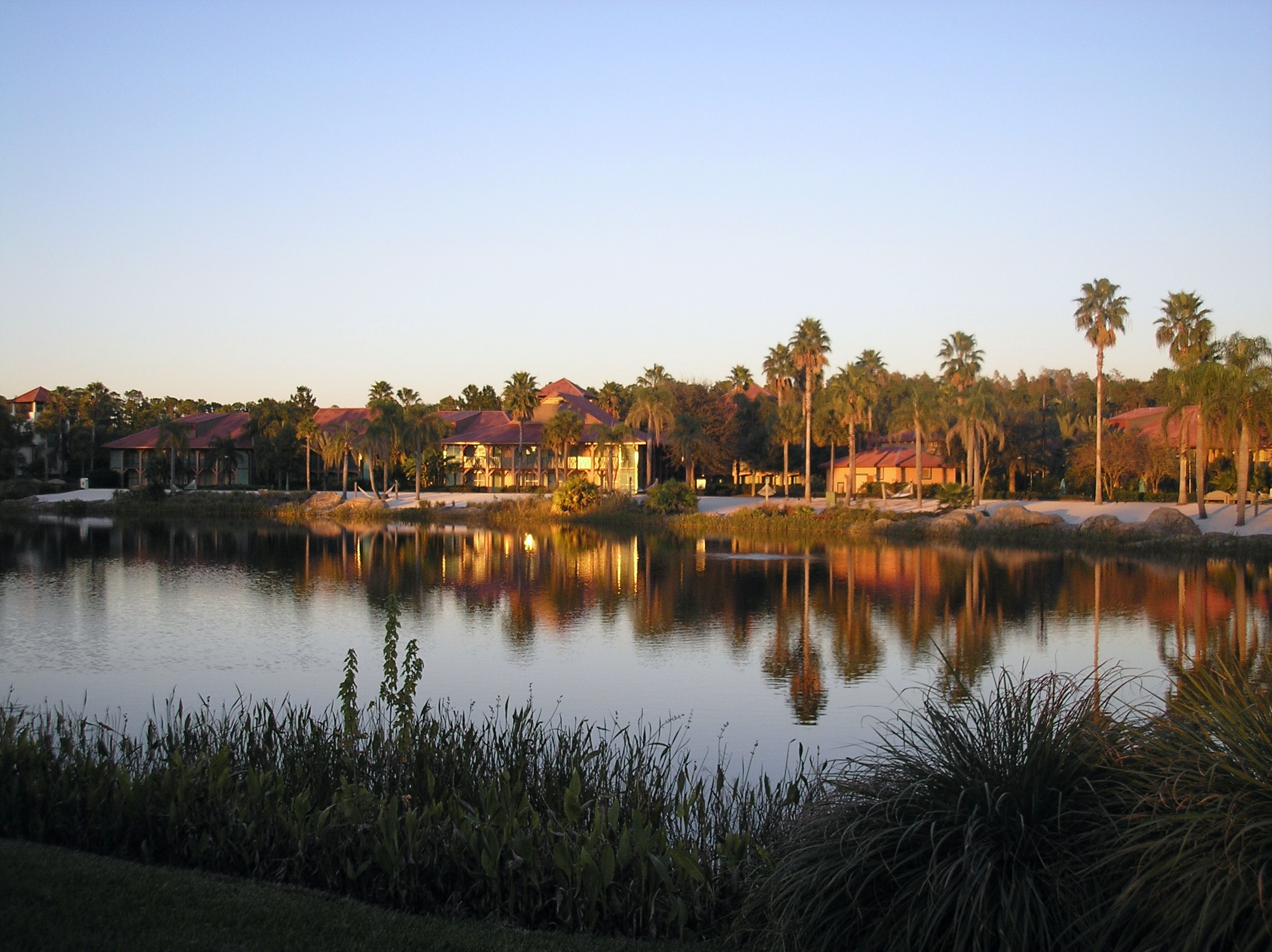
Lago Dorado

Het hotel bestaat uit vijf gebouwen, met elk een eigen functie. Er zijn El Centro, de Casitas, de Ranchos, de Dig Site en de Cabanas. Al deze gebouwen liggen rondom een meer, Lago Dorado, dat een prachtig gezicht vormt met alle pastel-gekleurde vleugels van het hotel. In de avond is de zonsondergang goed te zien vanaf Lago Dorado; dit trekt dan ook veel mensen die het ondergaan van de zon willen meemaken.

### El Centro
El Centro is het hart van het hele hotel, je vindt hier de lobby, receptie, restaurants en de winkel annex giftshop. El Centro ligt aan het zuiden van Lago Dorado, bij de ingang van het gehele hotel. De receptie van het hotel bevindt zich onder een van binnen prachtig bewerkte roze koepel, die ook op het logo van het hotel te vinden is. In El Centro bevindt zich ook het conventie-centrum.

### De Casitas
De Casitas bestaat uit vijf losse gebouwen met elk vier verdiepingen, genummerd van 1 tot 5, die aan de westelijke oever van Lago Dorado liggen Zij bevatten kamers voor de gasten. Een beetje vreemd is het vormen van een swastika door middel van gebouw 1 t.o.v. gebouw 3. Dit heeft echter niets met het hakenkruis van Hitler te maken, maar het stelt de zon voor. Te midden van deze gebouwen bevindt zich onder andere een pleintje.

### De Ranchos
De Ranchos is een gebouwen-complex bestaande uit vier gebouwen, genummerd van 6 tot 8, met elk twee verdiepingen. Ook in deze gebouwen bevinden zich net als in de Casitas kamers voor de gasten. Deze gebouwen vormen een klein wijkje, een straatje en een pleintje maken het geheel af.

### Dig Site

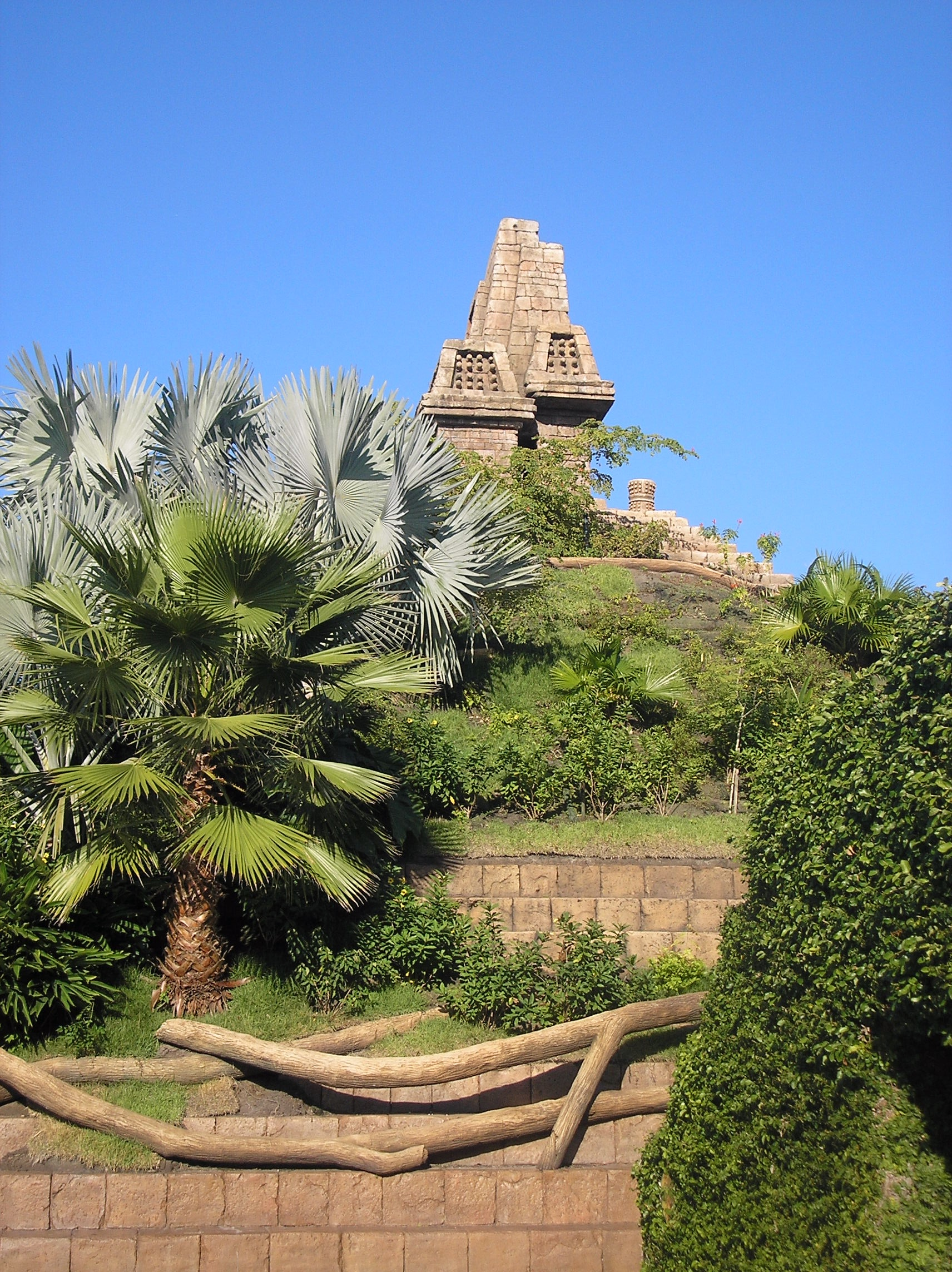
De grote Maya-piramide in Dig Site

In de Dig Site van Disney's Coronado Springs Resort bevindt zich het grote zwembad van het hotel, en een enorme Maya-piramide, waar water afloopt, linea recta het zwembad in. Rondom het zwembad en de piramide staan nog enkele kleine tentjes die drankjes verkopen en etenswaren. Dit gedeelte moet een archeologische opgravingsplaats voorstellen, waar Maya-voorwerpen worden opgegraven.

### De Cabanas
De Cabanas wordt gevormd door vier gebouwen, die vlak aan het strand van  Lago Dorado liggen. Vanaf hier is de zonsondergang op het meer makkelijk te zien.

## Restaurants en bars
- Café Rix is een eerder een winkel dan een eetgelegenheid in El Centro. Hier kan de hele dag door diverse warme en koude dranken en diverse broodjes, snacks, kant-en-klaarsalades, etc. kopen.
- Laguna Bar is een kleine bar aan het water bij El Centro die cocktails en snelle snacks serveert.
- Las Ventanas is een restaurant waar men zowel voor ontbijt, luch als diner terecht kan.
- Maya Grill is een à-la-carterestaurant met fijne Mexicaanse gerechten in El Centro.
- Pepper Market is een quick-servicerestaurant in El Centro waar de Mexicaanse, Amerikaanse en Spaanse kookkunst door elkaar worden gegooid.
- Rix Lounge is een lounge in El Centro. De lounge serveert diverse gerechten, maar kent ook een uitgebreide wijn- cocktailkaart.
- Siestas Cantina is een bar aan het zwembad die drankjes, snacks en lunchgerechten serveert. 's Ochtends kan men er ook ontbijten.

## Winkeltje
- Panchito Gifts & Sundries is een winkeltje wat Disney-accessoires verkoopt in combinatie met Mexicaanse en Zuid-Amerikaanse producten.

## Faciliteiten

### Zwembaden

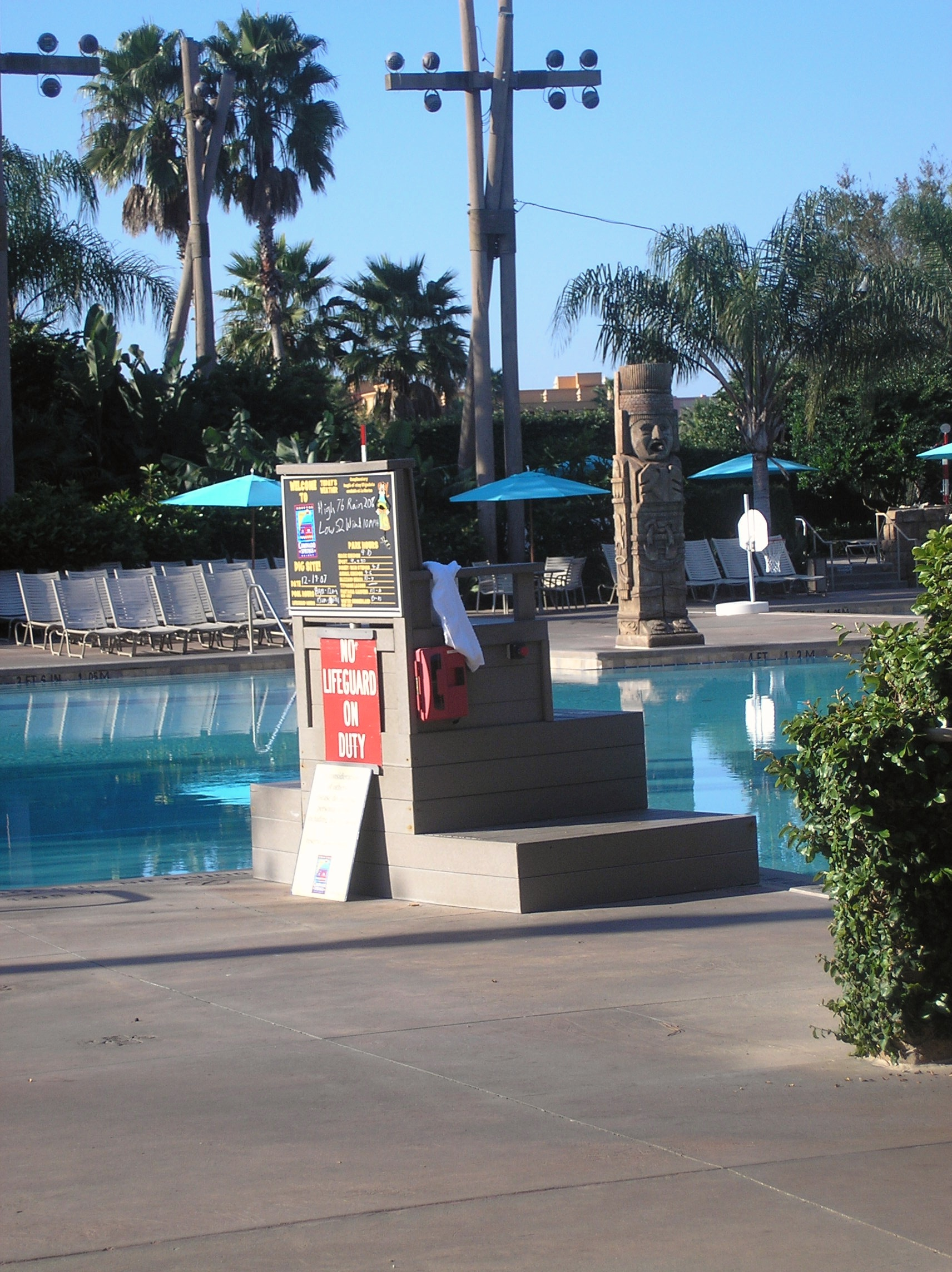
Casitas Pool

- The Lost City of Cibola Feature Pool (The Dig Site) is het grote zwembad binnen het resort, met een Maya-tempel met hierin een waterglijbaan.
- Casitas Pool is een klein zwembad bij de Casitas-gebouwen.
- Ranchos Pool is een klein zwembad bij de Ranchos-gebouwen.
- Cabanas Pool is een klein zwembad bij de Cabanas-gebouwen.

### Andere ontspanningsmogelijkheden
- Explorer's Playground is een kinderspeelplaats met speeltoestellen waar kinderen zich prima kunnen vermaken.
- Iguana Arcade is een spelletjeshal met videospellen.
- Jogging Track is een pad van 1,5 kilometer rondom Lago Dorado waar men kan joggen.
- La Vida Health Club is een club waar je je kunt laten masseren, kunt sporten en je kunt laten verwennen, kortom: een kuuroord.
- Marina is een jachthaven waar allerlei accessoires voor op het water gehuurd kunnen worden voor op Lago Dorado, zoals roeiboten, waterski's en jet-ski's.

### Conventie-centrum
Het Disney's Coronado Springs Conventie-centrum is het grootste conventie-centrum binnen het Walt Disney World Resort, met 20.000 m2 aan vergaderruimten. Het complex bevat een balzaal van 5500 m2, en een 8000 m2 grote tentoonstellingshal.